# 시라이시 미호
시라이시 미호(일본어: 白石 美帆)는 1978년 8월 8일 일본 이바라키현에서 태어난 일본의 배우이다. 소속사는 JVC 엔터테인먼트이다.

## 작품

### TV 드라마
- 2003년 《미녀 혹은 야수》 시라이 유키노 역
- 2003년 《도쿄 러브 시네마》
- 2003년 《당신 옆에 누군가 있다》
- 2004년 《오렌지 데이즈》 오자와 아카네 역
- 2004년 《핫 맨 2》
- 2005년 《모두 옛날에는 아이였다》
- 2005년 《전차남》 진카마 미스즈 역
- 2006년 《전국자위대-세키가하라 전투-》
- 2006년 《사프리》 유즈키 요코 역
- 2006년 《전차남 디럭스 최후의 성전》
- 2006년 《노다메 칸타빌레》 에토 카오리 역 (우정출연)
- 2007년 《신부와 아빠》
- 2007년 《좋아 좋아》
- 2009년 《하얀 봄》 다카무라 가나코 역
- 2009년 《불모지대》
- 2010년 《팀 바티스타 2: 제너럴 루즈의 개선》
- 2010년 《페이스 메이커》
- 2011년 《아스코마치~아스카 공업 고교 이야기~》 스가사키 카나코 역
- 2011년 《마루모의 규칙 스페셜》

### 영화
- 2004년 《스윙 걸즈》 이타미 야요이 역
- 2005년 《전차남》
- 2008년 《플라잉 래빗츠》
- 2009년 《하프웨이》 마츠우라 나오코 역
- 2009년 《카후를 기다리며》
- 2009년 《인스턴트 늪》
- 2011년 《진 왈츠》